# Geschichte in Wissenschaft und Unterricht
Die Zeitschrift Geschichte in Wissenschaft und Unterricht (kurz GWU) ist eine geschichtswissenschaftliche und  geschichtsdidaktische Fachzeitschrift. Sie wurde 1950 im Klett-Verlag begründet und erscheint heute im Friedrich Verlag (in Zusammenarbeit mit dem Klett-Verlag).
GWU ist der Nachfolger der Zeitschrift Vergangenheit und Gegenwart – Zeitschrift für den Geschichtsunterricht und staatsbürgerliche Erziehung in allen Schulgattungen, die im Auftrag des Verbandes der Geschichtslehrer Deutschlands – in der NS-Zeit im Nationalsozialistischen Lehrerbund eingegliedert – im Teubner-Verlag in Leipzig von 1911 bis 1945 verlegt wurde. Herausgeber waren während der Zeit des Nationalsozialismus Moritz Edelmann und bis 1936 Wilhelm Mommsen.
Gründungsherausgeber 1950 waren Karl Dietrich Erdmann (bis 1989) und Felix Messerschmid (bis 1980), als Gründungsredakteur fungierte Gerhard Aengeneyndt. Mitherausgeber waren von 1976 bis 2009 der Bielefelder Geschichtsdidaktiker Joachim Rohlfes, von 1987 bis 1998 der Göttinger Mediävist Hartmut Boockmann und von 1990 bis 2012 der Münchener Frühneuzeithistoriker Winfried Schulze.
Zurzeit amtieren als Herausgeber (Stand: 2023) der Frankfurter Neuzeithistoriker Christoph Cornelißen (seit 2010), der Göttinger Frühneuzeithistoriker Peter Burschel, Direktor der Herzog-August-Bibliothek in Wolfenbüttel (seit 2013), sowie der Göttinger Geschichtsdidaktiker Michael Sauer (seit 2004).
Die Zeitschrift erscheint in sechs Themenheften pro Jahr und veröffentlicht Beiträge jeweils zu einem bestimmten Thema. Sie hat den Anspruch, eine Brücke zwischen fachwissenschaftlicher Forschung und schulischer Vermittlung von Geschichte zu schlagen, und wendet sich dementsprechend an ein breiteres Publikum in Schulen und Hochschulen. Der aktuellen Information über Tendenzen und Erträge der Forschung dienen u. a. die regelmäßigen Literaturberichte zu verschiedenen historischen Teildisziplinen und Themengebieten.